# 33-я гвардейская мотострелковая бригада
33-я гвардейская мотострелковая Уманско-Берлинская Краснознамённая, орденов Суворова, Кутузова и Богдана Хмельницкого бригада — воинское соединение Вооружённых Сил СССР, принимавшее участие в Великой Отечественной войне.
Сокращённое наименование — 33 гв. мсбр.

## История бригады
33-я гвардейская мотострелковая бригада преобразована из 57-й мотострелковой бригады на основании Приказа НКО № 0376 от 20.11.1944 г. 

### Боевой путь
За мужество и героизм, проявленные личным составом в боях с немецко-фашистскими захватчиками, высокую дисциплину и организованность 57-я мотострелковая бригада была удостоена гвардейского звания и преобразована в ЗЗ-ю гвардейскую мотострелковую бригаду (1 декабря 1944 года) 9-го гвардейского танкового корпуса.
Особенно успешно вела бои в 1945 в Варшавско-Познанской и Восточно-Померанской наступательных операциях.
За образцовое выполнение боевых задач в этих операциях 26 апреля 1945 года награждена орденом Суворова 2-й степени и орденом Богдана Хмельницкого 2-й степени. В боях за освобождение братского польского народа командиры и коммунисты бригады своим личным примером воодушевляли бойцов на подвиги.
22 января 1945 командир пулемётной роты старший лейтенант П. М. Сихно поднял в атаку бойцов, залегших под сильным ружейно-пулемётным огнём противника при выходе к господствовавшей над местностью высоте. Несмотря на яростное сопротивление фашистов, воины овладели тактически важной высотой. В последующем при отражении ожесточённых контратак противника, пытавшегося отбить высоту, П. М. Сихно умело руководил огнём роты и лично из пулемёта и гранатами уничтожил несколько десятков гитлеровцев. За эти подвиги ему присвоено звание Героя Советского Союза.
Высокое воинское мастерство и доблесть личный состав бригады показал в Берлинской наступательной операции. За отличия в боях при штурме Берлина она удостоена почётного наименования «Берлинской» (11 июня 1945). За ратные подвиги в годы войны около 3 тысяч воинов бригады награждены орденами и медалями, а 6 из них присвоено звание Героя Советского Союза

### Послевоенное время
В июле 1945 года бригада была переформирована в 33-й гвардейский мотострелковый полк 9-й гвардейской танковой дивизии. В 1957 году переформирован в 204-й гвардейский мотострелковый Уманско-Берлинский Краснознамённый, орденов Суворова, Кутузова и Богдана Хмельницкого полк и перешёл в 94-ю гвардейскую мотострелковую дивизию, в составе которой пребывал до конца существования ЗГВ.
В 1996 году знамя и исторический формуляр 204-го гв. мотострелкового полка передали 204-му полку, созданному в 1996 году в Буйнакске в составе 205-й отдельной мотострелковой бригады, таким образом новая часть стала именоваться как 204-й отдельный гвардейский мотострелковый Уманско-Берлинский Краснознамённый, орденов Суворова, Кутузова и Богдана Хмельницкого полк.
В январе 1997 года регалии, 204-го отдельного гвардейского мотострелкового полка, включая исторический формуляр и знамя, на основании директивы Командующего СКВО № 14/05 от 5 января 1997 года и во исполнении директивы МО РФ № 314/2/0660 от 4 декабря 1996 года, были переданы 136-й отдельной мотострелковой бригаде.

## Состав
Штаты № 010/420-010/431, 010/451):
- Управление бригады (штат № 010/420);
- 1-й мотострелковый батальон (штат № 010/421);
- 2-й мотострелковый батальон (штат № 010/421);
- 3-й мотострелковый батальон (штат № 010/421);
- Миномётный батальон (штат № 010/422);
- Артиллерийский дивизион (штат № 010/423);
- Рота ПТР (штат № 010/424);
- Рота автоматчиков (штат № 010/425);
- Разведывательная рота (штат № 010/426);
- Рота управления (штат № 010/427);
- Рота техобеспечения (штат № 010/428);
- Инженерно-минная рота (штат № 010/429);
- Автомобильная рота (штат № 010/430);
- Медико-санитарный взвод (штат № 010/431);
- Зенитно-пулемётная рота (штат № 010/451).[5]

## Подчинение
- 9-й гвардейский танковый корпус 2-й гвардейской танковой армии

## Командиры
- Командиры бригады
- 01.12.1944 по март 1945 Шамардин, Павел Зиновьевич, полковник
- 00.04.1945 по 10.06.1945 Бабенко, Александр Петрович, гв. подполковник
- на май 1945 Декушев, Магомет Мамроевич, гв. подполковник
- Начальники штаба бригады
- 00.12.1944 по 10.06.1945 Декушев Магомет Мамроевич, подполковник

## Награды и наименования
- Почётное звание «Гвардейская».
- «Уманская» — Почётное наименование присвоено 19 марта 1944 года в ознаменование одержанной победы и за отличие в боях по прорыву обороны противника на уманском направлении и освобождение города Умань. Приказ Верховного Главнокомандующего от 19 марта 1944 года № 061.
- орден Красного Знамени. Указ Президиума ВС СССР от 8 апреля 1944 года. За образцовое выполнение заданий командования при форсировании Днестра, овладении городом и важным железнодорожным узлом Бельцы, выход на государственную границу и проявленные при этом доблесть и мужество.
- орден Кутузова II степени. Указ Президиума ВС СССР от 9 августа 1944 года. За образцовое выполнение заданий командования в боях с немецкими захватчиками, за овладение городом Демблин и проявленные при этом доблесть и мужество.
- орден Суворова II степени. Указ Президиума ВС СССР от 26 апреля 1945 года. За образцовое выполнение заданий командования в боях с немецкими захватчиками при овладении городом Быдгощ (Бромберг) и проявленные при этом доблесть и мужество.
- орден Богдана Хмельницкого II степени. Указ Президиума ВС СССР от 26 апреля 1945 года. За образцовое выполнение заданий командования в боях с немецкими захватчиками при прорыве обороны немцев восточнее города Штаргард и овладении городами Бервальде, Темпельбург, Фалькенбург,Драмбург, Вангерин, Лабес, Фрайенвальде, Шифельбайн, Регенвальде, Керлин и проявленные при этом доблесть и мужество.
- «Берлинская» — Почётное наименование присвоено 11 июня 1945 года за отличие в боях при овладении столицей Германии городом Берлин.Приказ Верховного Главнокомандующего № 0111 от 11 июня 1945 года.

## Отличившиеся воины
- Головченко, Анатолий Петрович, гвардии майор, командир батальона.
- Ромашкин, Иван Данилович, гвардии старший лейтенант, командир 2 мотострелкового батальона.
- Сихно, Пётр Михайлович, гвардии старший лейтенант, командир пулемётной роты. Погиб в бою 23 апреля 1945 года.
- Шалимов, Василий Поликарпович, гвардии лейтенант, командир пулемётного взвода.
- Шамардин, Павел Зиновьевич, гвардии подполковник, командир бригады.

 Кавалеры ордена Славы 3-х степеней.
- Королёв, Владимир Сергеевич, гвардии старший сержант, командир отделения связи мотострелкового батальона.